# Transports en commun de Honfleur
HoBus est une marque déposée par le groupe Keolis, et plus précisément sa filiale Keolis Calvados, qui désigne sous ce nom le réseau de transport en commun de Honfleur. Il se compose de trois lignes de bus, qui irriguent le territoire communal.
Son exploitation est assurée par la société Keolis Calvados, filiale du groupe Keolis, dans le cadre d’un contrat de délégation de service public. Au 1er janvier 2025, l'exploitation du réseau est confiée à Transdev Honfleur pour une durée de 5 ans.

## Histoire
Le 1er septembre 2016, le réseau est réorganisé autour de deux lignes : A et B.
À la suite de l'inauguration du village de marques Honfleur Normandy Outlet en 2017, une troisième ligne C voit le jour en 2019 reliant Claude Monet à la Gare Routière via le village de marques.

## Organisateurs du réseau

### Autorité organisatrice
La Communauté de communes du Pays de Honfleur-Beuzeville, composée de 23 communes et d'une population totale de 27 116 habitants (en 2021), est responsable des transports en commun sur son périmètre depuis le 1er juillet 2021. Ses principales missions sont :
- Définir la politique des transports en commun de l'agglomération (offre, tarification...) ;
- Déterminer les adaptations du réseau en fonction des besoins des habitants.

### Exploitant
A compter du 1er janvier 2025, l’exploitation du réseau est confié au groupe Transdev, au travers de sa filiale Transdev Honfleur. Le contrat définit les missions du délégataire qui doit :
- Mettre en œuvre la politique définie par la communauté de communes du Pays de Honfleur-Beuzeville;
- Assurer la bonne gestion et exploitation du réseau (recrutement de personnel, formation...) ;
- Informer la clientèle des différents services qui lui sont proposés ;
- Être force de proposition auprès de l'Autorité Organisatrice pour améliorer le service offert.

Cette délégation de service public prend fin le 31 décembre 2029.

## Identité visuelle
Le réseau dispose de sa propre identité, avec notamment la marque H.O. Bus, déposée par l’exploitant Keolis Calvados en décembre 2011.
Il est représenté visuellement par une livrée spécifique pour les véhicules ainsi que par un logo, apposé sur l’ensemble des véhicules, la tenue vestimentaire du personnel de conduite et d’exploitation, mais également sur tous les documents produits en lien avec le réseau, qu’ils soient de nature commerciale (affiches de promotion, titres de transport, fiches horaires, ...) ou officielle (rapports d’activités, règlement intérieur, conditions générales de vente, ...).

## Intermodalité

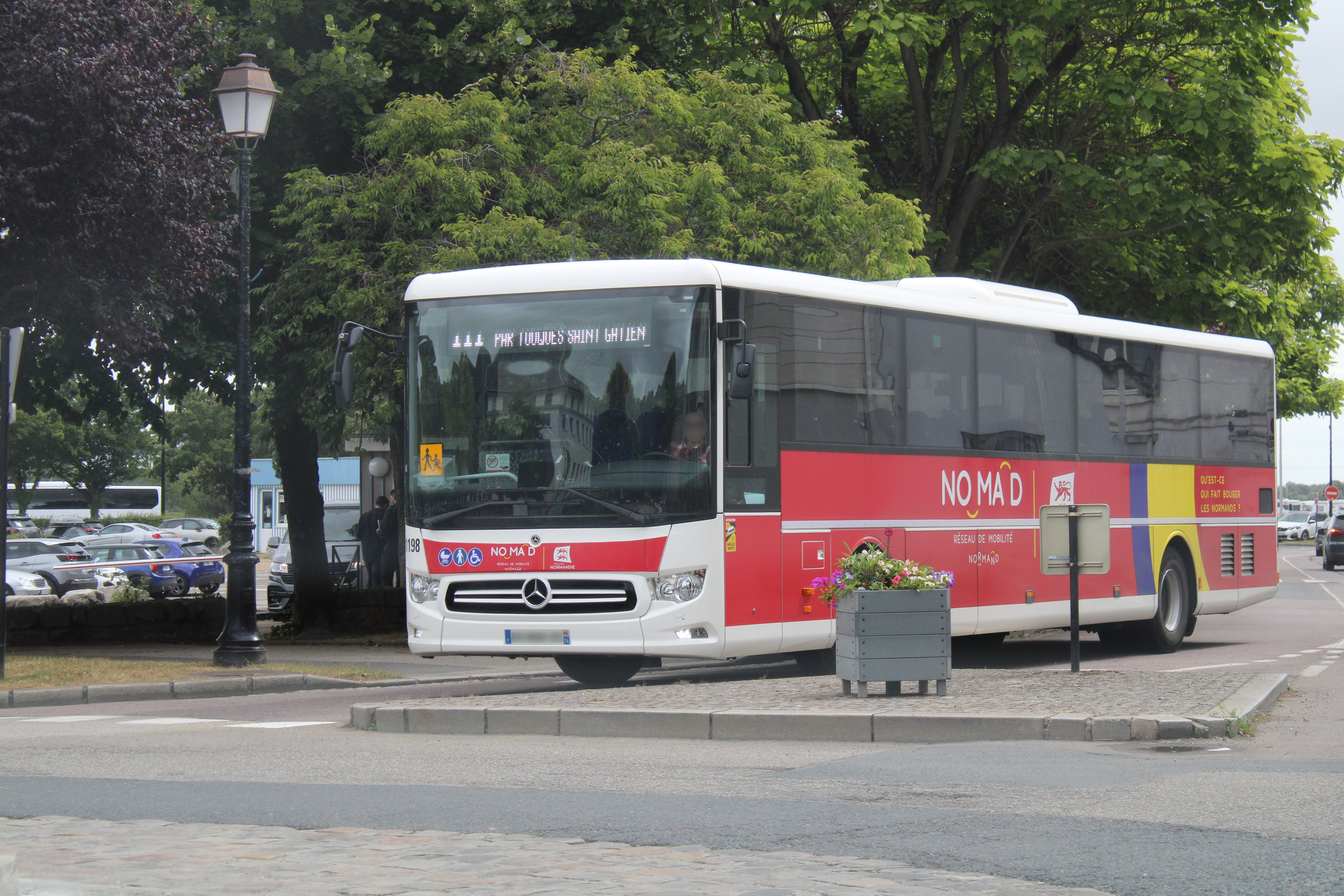
Un autocar du réseau Nomad assurant la ligne 111 à Honfleur en juillet 2024.

## Exploitation

### Sécurité
Conformément à l’arrêté du 27 juillet 2004 relatif au contrôle technique des véhicules lourds, l’ensemble du parc est soumis à un contrôle technique, effectué par un centre indépendant et reconnu, valable 6 mois,. Au cours de cette visite, tous les éléments de sécurité ainsi que l’arrimage des sièges, le fonctionnement des portes ou encore les feux sont vérifiés,.
Un second arrêté, dit du 2 juillet 1982 relatif aux transports en commun de personnes, impose un certain nombre de sécurité à bord des véhicules, tel que la présence de moyens de lutte contre l’incendie, notamment un extincteur.

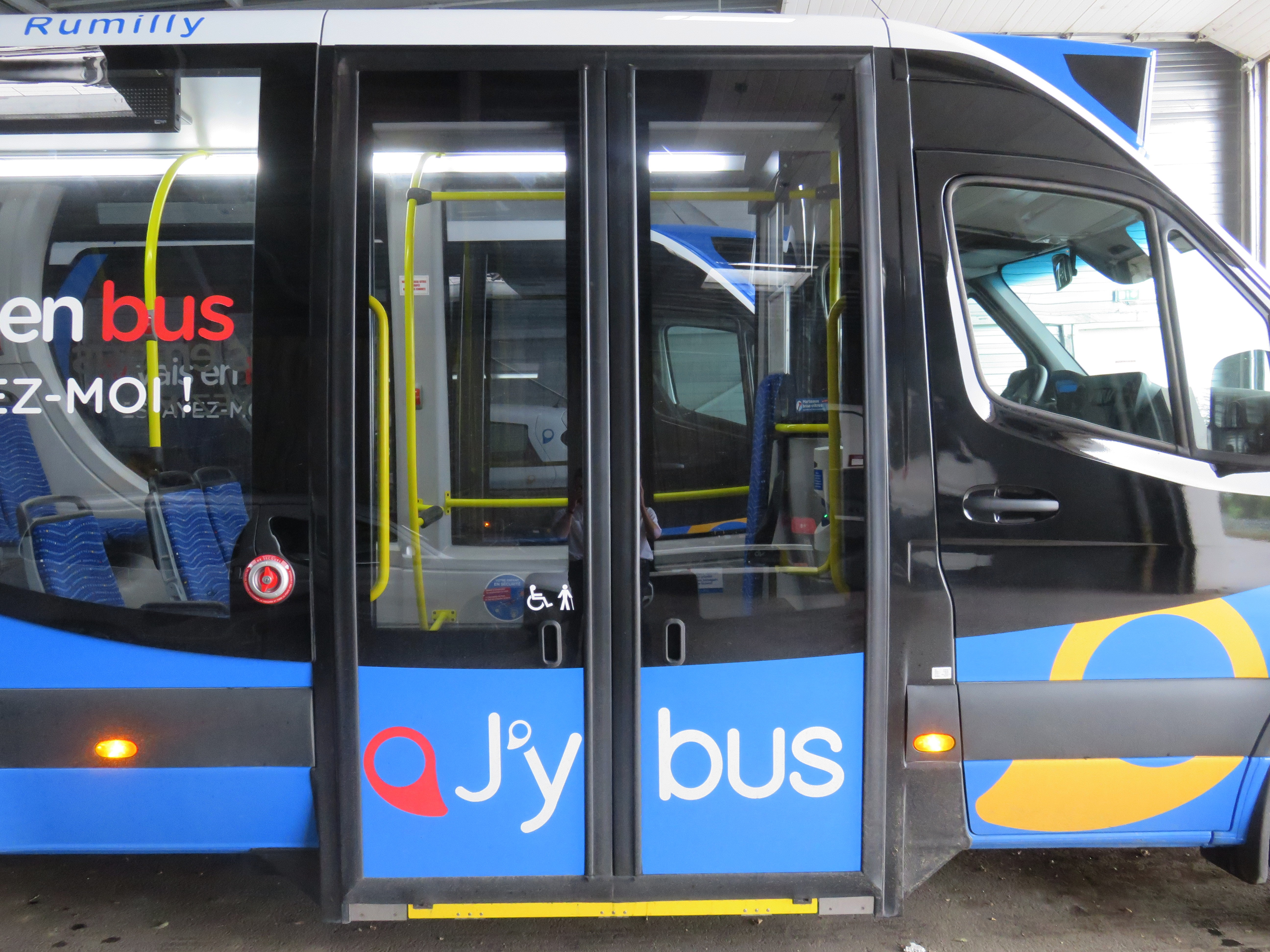
Les portes des véhicules sont dotées de bords sensibles, capables d’empêcher leurs fermetures en cas d’anomalie. On note aussi, à gauche, la présence du robinet d’ouverture d’urgence depuis l'extérieur.

Les portes sont dotées de bords sensibles, capable de remarquer la présence d’un corps étranger entre les battants. En cas d’anomalie, cette sécurité entraîne un phénomène de réversion, c’est-à-dire la réouverture des portes. En cas de problème empêchant l’ouverture des battants depuis le poste de conduite, deux mécanismes, l’un à l’extérieur et l’autre à l’intérieur, sont installés à proximité des portes latérales et permettent de déclencher la décompression, c’est-à-dire le fait de vider les réserves d’air comprimé, rendant ainsi les battants inertes et maniables à la main.

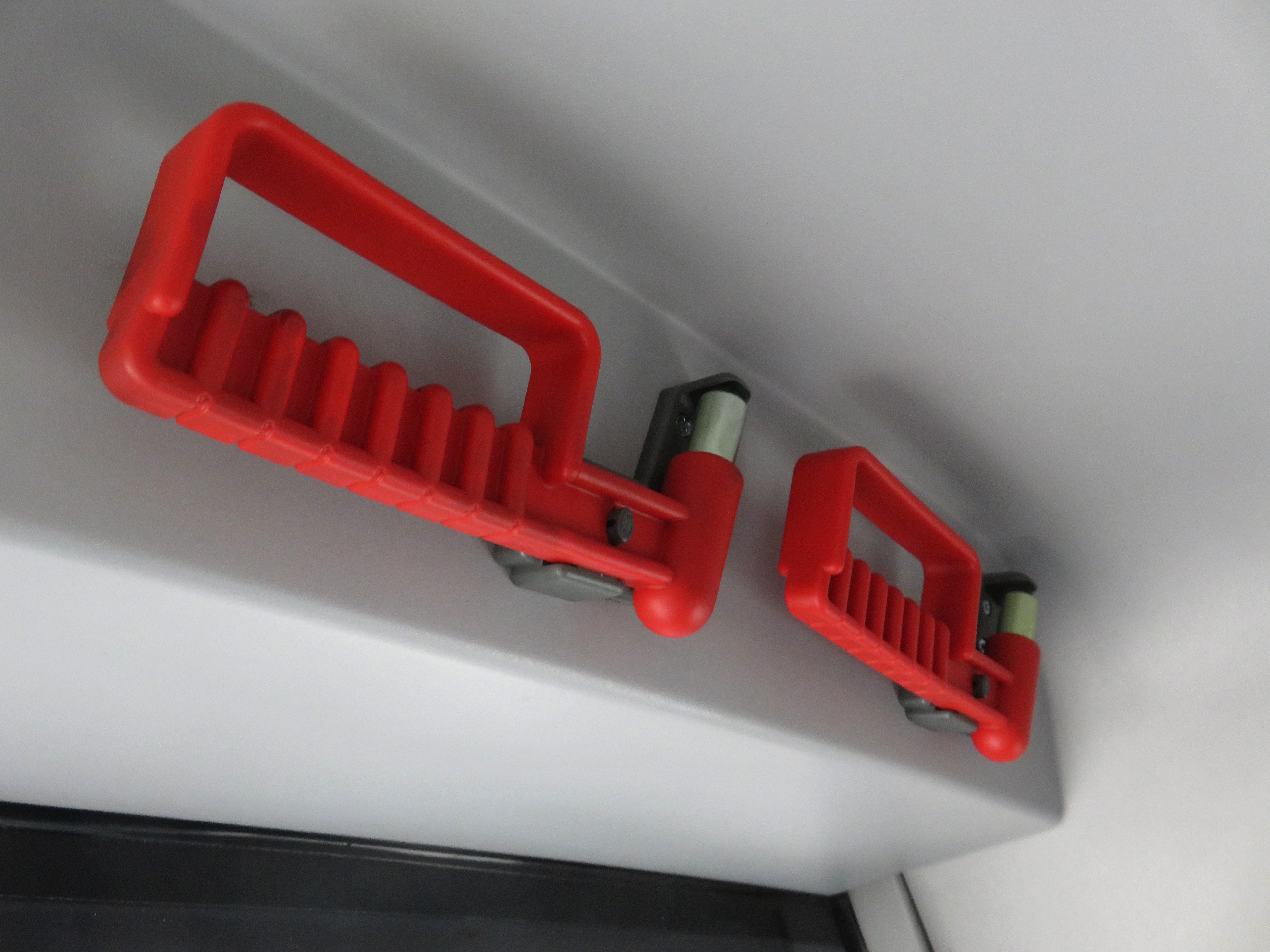
L’ensemble des véhicules est équipés de marteaux brise-vitre afin de pouvoir casser les vitres pour évacuer en cas d’urgence.

Enfin, tous les bus et cars sont équipés de marteaux brise-vitre situés derrière le conducteur. Ceux-ci sont utilisés, en cas d’impossibilité totale d’évacuer par les portes, afin de casser une ou plusieurs vitres en verre de sécurité trempé, identifiables par la mention « Issue de secours » inscrites dessus lisibles à la fois de l’intérieur et de l‘extérieur des véhicules.

## Impact socio-économique

### Véhicule préservé

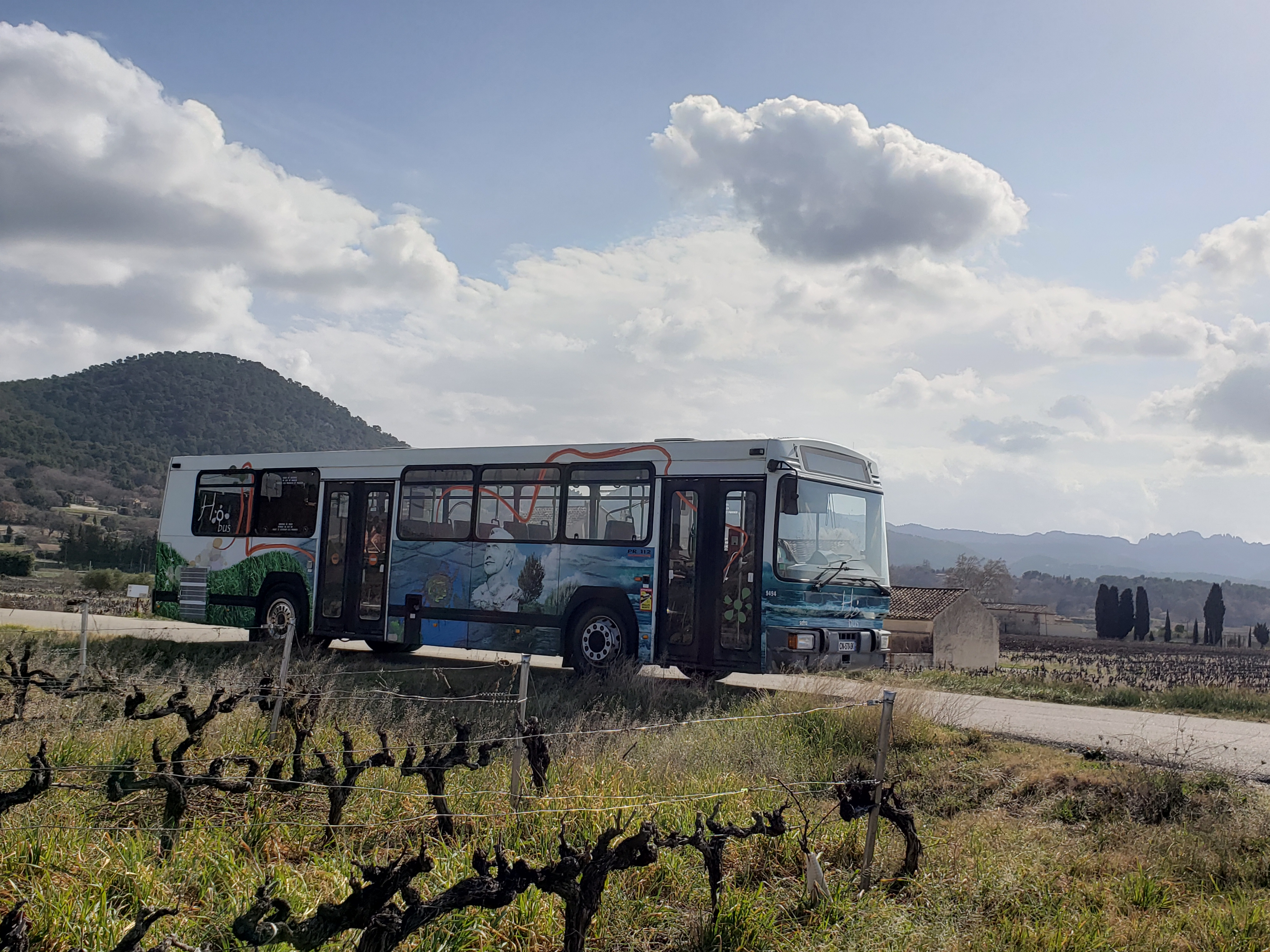
Le Renault PR 112 ex H.O. Bus préservé par l’AMCA en février 2023.

Un Renault PR 112 du réseau est conservé depuis 2012. Ce véhicule, initialement mis en service en août 1994 sur le réseau TAN de Nantes, arrive sur le réseau H.O. Bus en juin 2003 sous le no 9494. Après sa réforme en 2012, il est racheté par un particulier qui cofonde l’association ASPAN 76, Association pour la Sauvegarde du Patrimoine des Autobus Normands, basée à Dieppe. En février 2023, ne souhaitant plus conserver leurs activités de sauvegarde d’autobus, l’ASPAN 76 se sépare du véhicule et l’offre à une autre association, l’AMCA, Association Méridionale de Conservation d’Autobus, dont le siège est à Gardanne.